# Cena Deutsche Bank za finanční ekonomii
Cena Deutsche Bank za finanční ekonomii je německé ocenění pro ekonomy, udělované za vlivné přispění do ekonomických oblastí financí, teorie peněz nebo makroekonomie, přičemž je potřebné, aby jejich práce měla praktické nebo politicky relevantní výsledky.
Cena je udělována od roku 2005, a to jednou za dva roky. Uděluje ji Center for Financial Studies, nezávislý výzkumný institut, přidružený k Univerzitě Johanna Wolfganga Goetheho ve Frankfurtu nad Mohanem. Součástí ocenění je také dotace ve výši 50.000 eur.

## Seznam oceněných
- 2005: Eugene Fama
- 2007: Michael Woodford
- 2009: Robert J. Shiller
- 2011: Kenneth Rogoff
- 2013: Raghuram G. Rajan
- 2015: Stephen Ross